# Epidendrum cauliflorum
Epidendrum cauliflorum är en orkidéart som beskrevs av John Lindley. Epidendrum cauliflorum ingår i släktet Epidendrum och familjen orkidéer. Inga underarter finns listade i Catalogue of Life.